# ستیزه‌گر (فیلم)
ستیزه‌گر (به تامیلی: Sandakozhi) فیلمی محصول سال ۲۰۰۵ و به کارگردانی ان. لینگوسامی است. در این فیلم بازیگرانی همچون ویشال، میرا جازمین، راجکیران، لال، راجا، سومان ستی، گانجا کاروپو ایفای نقش کرده‌اند.